# Real Time Control Protocol
Real Time Control Protocol (RTCP) är ett systerprotokoll till Real-time Transport Protocol som hjälper till med hantering av underhållsinformation och används av båda sändaren och mottagaren. Från sändaren kommer exempelvis info om vad klockan var när ett visst RTP-paket skickades. Från mottagaren kommer information om till exempel antalet tappade paket och jitter.